# エースコンバットシリーズ
エースコンバットシリーズは、バンダイナムコエンターテインメント（旧ナムコ→旧バンダイナムコゲームス）から発売されたフライトシューティングゲームのシリーズ作品である。

## 概要
プレーヤーは3人称もしくは1人称視点で航空機を操作し、様々なミッションをこなしつつストーリーを進めていく。一部を除き、基本的には1人プレイのキャンペーンモードが主体となる（タイトルによってマルチプレイ、アーケード、画面分割等のモードが存在する）。
複数タイトルで共有されている独自の世界観（「ストレンジリアル」として後述）が特徴。ただしシリーズ全てに共通している訳ではなく、現実世界が舞台の作品や、現実にストレンジリアルの設定が織り込まれた作品もシリーズに含まれる。
プレイヤーの操作する機体は基本的にはジェットエンジンの戦闘機・攻撃機・マルチロール機だが、作品によってはレシプロ戦闘機・爆撃機の他、旅客機、宇宙船なども操作することができる。味方の機だけでなく敵機も操作できる場合もある。オリジナルの“架空兵器”が登場することも恒例となっており、架空の機体を操作できる作品も多い。
ほとんどのタイトルでは、初心者でも馴染みやすい簡易的な操作方法と、実際の航空機の挙動に近づけた現実的な操作方法の二種類が用意されている（1作目『エースコンバット』の「システム」を参照）。また難易度も複数設けられており、それによって自機や敵機のHP、兵装の弾数、敵AIの性能などが変化する。
もともと3D酔いはしにくいとされているが、『エースコンバット7 スカイズ・アンノウン』で実装されたVRモードではさらに3D酔いが起こりにくいよう調整が施されている。
開発チーム名は『エースコンバット5 ジ・アンサング・ウォー』以降「PROJECT ACES（プロジェクト・エイセス）」となっており、ACESの文字をダイヤ型に並べた独特のロゴがシンボルマークである。のちの『スカイ・クロラ イノセン・テイセス（Taces）』ではタイトル名として冠してもいる。1作目と2作目ではロゴグラムの背景の鳥のエンブレムが共通となっている（色は異なる）。

## シリーズ作品一覧
| 1995 | エースコンバット                                  |
| 1996 |                                                   |
| 1997 | エースコンバット2                                 |
| 1998 |                                                   |
| 1999 | エースコンバット3 エレクトロスフィア              |
| 2000 |                                                   |
| 2001 | エースコンバット04 シャッタードスカイ             |
| 2002 |                                                   |
| 2003 |                                                   |
| 2004 | エースコンバット5 ジ・アンサング・ウォー          |
| 2005 | ACE COMBAT Advance                                |
| 2006 | エースコンバット・ゼロ ザ・ベルカン・ウォー       |
| 2006 | エースコンバットX スカイズ・オブ・デセプション    |
| 2007 | エースコンバット6 解放への戦火                    |
| 2008 |                                                   |
| 2009 | エースコンバットXi スカイズ・オブ・インカージョン |
| 2010 | エースコンバットX2 ジョイントアサルト             |
| 2011 | エースコンバット アサルト・ホライゾン             |
| 2011 | ACE COMBAT NORTHERN WINGS                         |
| 2012 | エースコンバット3D クロスランブル                 |
| 2013 |                                                   |
| 2014 | エースコンバット インフィニティ                   |
| 2015 | エースコンバット3D クロスランブル+                |
| 2016 |                                                   |
| 2017 |                                                   |
| 2018 |                                                   |
| 2019 | エースコンバット7 スカイズ・アンノウン            |

| タイトル                                          | 発売年月日                                                              | プラットフォーム      | 販売本数            | 備考                        |
| ------------------------------------------------- | ----------------------------------------------------------------------- | --------------------- | ------------------- | --------------------------- |
| エースコンバット                                  | 1995年6月30日                                                           | PS                    | 出荷数223万本       |                             |
| エースコンバット2                                 | 1997年5月30日                                                           | PS                    | 出荷数109.2万本     |                             |
| エースコンバット3 エレクトロスフィア              | 1999年5月27日                                                           | PS                    | 出荷数116.4万本     |                             |
| エースコンバット04 シャッタードスカイ             | 2001年9月13日                                                           | PS2                   | 出荷数264万本       |                             |
| エースコンバット5 ジ・アンサング・ウォー          | 2004年10月21日 2019年1月17日                                            | PS2 PS4               | 出荷数180.2万本     | PS4版は「7」の早期購入特典  |
| ACE COMBAT Advance                                | 2005年2月22日（北米）                                                   | GBA                   | 出荷数10万本        | 日本未発売                  |
| エースコンバット・ゼロ ザ・ベルカン・ウォー       | 2006年3月23日                                                           | PS2                   | 出荷数79.2万本      |                             |
| エースコンバットX スカイズ・オブ・デセプション    | 2006年10月26日                                                          | PSP                   | 出荷数47.6万本      |                             |
| エースコンバット6 解放への戦火                    | 2007年11月1日 2019年1月17日                                             | X360 XOne             | 70万本              | XOne版は「7」の早期購入特典 |
| エースコンバットXi スカイズ・オブ・インカージョン | 2009年12月4日 2015年3月30日サービス終了                                 | iOS                   |                     |                             |
| エースコンバットX2 ジョイントアサルト             | 2010年8月26日                                                           | PSP                   |                     |                             |
| エースコンバット アサルト・ホライゾン             | 2011年10月13日                                                          | PS3/X360/Steam        | 180万本             | Steam版日本未発売           |
| ACE COMBAT NORTHERN WINGS                         | 2011年12月（北米）                                                      | 携帯電話              |                     | 日本未発売                  |
| エースコンバット3D クロスランブル                 | 2012年1月12日                                                           | 3DS                   |                     |                             |
| エースコンバット インフィニティ                   | 2014年5月20日 2018年3月31日サービス終了                                 | PS3                   |                     |                             |
| エースコンバット3D クロスランブル+                | 2015年1月29日                                                           | 3DS                   |                     |                             |
| エースコンバット7 スカイズ・アンノウン            | 2019年1月17日（PS4/XOne） 2019年2月1日（Steam） 2024年7月11日（Switch） | PS4/XOne/Steam/Switch | 600万本             |                             |
| 累計販売本数                                      |                                                                         |                       | 出荷数2,000万本以上 |                             |

- 発売日は日本国内でのもの（『ACE COMBAT Advance』、『ACE COMBAT NORTHERN WINGS』は北米での発売日を表記）。

## 沿革
業務用大型筐体ゲームとして開発されたナムコ（現：バンダイナムコアミューズメント）の『エアーコンバット』シリーズの移植版として制作されたが、日本国内ではシステムソフト社の『エアーコンバット』という同じ名称の作品が既にあったため、（商標の法的問題が生じてしまうのを回避するため）ナムコ側が当ソフトを『エースコンバット』と改名した（なお、海外では第1作は『エアーコンバット』のままであった）。
当初の対応ハードはPlayStationであったがシリーズ第4弾の『エースコンバット04 シャッタードスカイ』からはPlayStation 2に変更され、PSPでも『エースコンバットX スカイズ・オブ・デセプション』が発売された。2007年11月1日にはXbox 360へプラットフォームを移した『エースコンバット6 解放への戦火』が発売され2009年12月4日からはモバイルゲームとして『エースコンバットXi スカイズ・オブ・インカージョン』が販売開始、2012年1月12日にはニンテンドー3DS用に『エースコンバット3D クロスランブル』が発売された。
従来のシリーズでは架空の世界が舞台となっていたが、2010年8月26日にはシリーズ初の現実世界を舞台とした携帯機版第2作『エースコンバットX2 ジョイントアサルト』が発売された。次いで2011年10月13日には初のPS3作品・Xbox 360第2作『エースコンバット アサルト・ホライゾン（以下『AH』）』 が発売、2013年1月25日にはWindows版も発売された（日本では未発売）。2014年5月20日には、シリーズ初のF2P作品『エースコンバット インフィニティ』が日本・アジア地区でサービスを開始した。
2015年12月5日、サンフランシスコで開催された「PlayStation Experience 2015」において、シリーズ最新作にして『6』から8年ぶりとなるナンバリングタイトル『エースコンバット7 スカイズ・アンノウン』が発表され、2017年1月26日に前述のサブタイトルが正式発表された。
2021年8月20日に、シリーズ公式YouTubeチャンネルの25周年振り返り番組の中でILCAと共に次回作を製作中であることが明らかになった。
2022年7月1日に、前述のILCAと共に当シリーズをはじめとする開発の合弁会社「バンダイナムコエイセス」を設立した。当シリーズのプロデューサーである河野が同社の副社長となる。

## 作品世界

### ストレンジリアル
シリーズのうち、多くの作品は「ストレンジリアル」と呼ばれる独自の世界観を舞台にしている。明確にストレンジリアル世界を舞台とした作品としているのは『エースコンバット3』、『エースコンバット04』、『エースコンバット5』、『エースコンバットZERO』、『エースコンバットX』、『エースコンバット6』、『エースコンバット7』である。『エースコンバットXi』および、『エースコンバット3D』はストレンジリアルの世界観との繋がりが描かれているが、公式からストレンジリアルの世界観に含むかは明言されてはいない作品であり、立ち位置が不明瞭となっている。海外限定で販売された『ACE COMBAT Advance』および『ACE COMBAT NORTHERN WINGS』も同様である。ストレンジリアル世界内において『エースコンバット3』が時系列的に最後となるが、本作はUGSFシリーズにおける時系列で起点となる作品である。

### 独立した世界観の作品
『The PlayStation BOOKS エースコンバット パーフェクトガイド』によれば、『エースコンバット』の僚機パイロットには実在する国籍が設定され、ラテン系という用語も設定に登場している。『エースコンバット』の僚機パイロットは『エースコンバット3 エレクトロスフィア ミッション&ワールドビュウ』でも言及されており、パイロットの1人に日本人という設定があるとしている。
一方で、エースコンバット7公式サイトで見られるストレンジリアル世界内で発刊された雑誌という体裁のコラムでは、本作独自の派手なカラーリングをしたF-22が雑誌表紙のエレファントウォークに並んでいる。

『エースコンバットX2』は現実世界を元にした世界が舞台となる。
『エースコンバット アサルト・ホライゾン』も現実世界を元にした世界を舞台にしている。ただし同じ現実世界を舞台とした『エースコンバットX2』とは世界観が異なる。本作のプロデューサーを担当する河野一聡は、過去作の架空の世界を描いたものをストレンジリアルと呼び、現実世界を舞台にした本作を「ビリーバビリティ」と呼んでいる。
『エースコンバット インフィニティ』は現実世界を舞台にしているものの、「ユリシーズの厄災」や「ストーンヘンジ」、「空中艦隊」などストレンジリアルを中心とした過去作の要素が大半を占める。

## 世界市場向け作品（日本国内未発売）

### ACE COMBAT Advance
シリーズ中初めてPSシリーズ（PS・PS2・PSP）以外のハード専用として発売されたソフトで、3Dクロスランブルが発売されるまでは唯一の任天堂製ハード専用のソフトであった。エースコンバットシリーズ海外第6作。
北米市場でのみ発売ではあるが、リージョンコードの制限がないため、日本版のGBAやNDSでもプレイすることができる。
GBAであるため従来のフライトシューティングではなくメタルホークのような高度の概念があるトップビューシューティングであることが特徴。ミッション数は全部で12。プレイヤーはU.A.D.のパイロットとして、ゼネラルリソースの行動を阻止することが目的である。ミッションは、基本的に敵部隊を全滅されることが目的であるが、一部のミッションは特殊な条件が課せられる。
敵組織の名前であるゼネラルリソースの初出は『3』であり、本シリーズ他作ほかUGSF等と共通設定にある企業名である。

#### あらすじ
2032年、各国のグローバル化が進み、国ごとの境界線も曖昧になりつつある世界。その結果として多国籍企業体がひしめく経済超大国へと成長していった一つの大陸。多国籍企業の一つであるゼネラルリソースは、他の企業の脅威に備えてAir Strike Force(A.S.F.)を配備しつつあった。
その中で、新国際連合は「United Air Defense」(U.A.D.)を設立。ゼネラルリソースの行動に牽制を仕掛けることになる。

#### 登場機体
- F-A Stealth Fighter
- F-C Talon
- F-E Talon II
- F-G Hawk
- F-H Hunter II
- FZ-23 Stinger
- MIS-30A
- Si-40
- UG-16 Hawk
- Y-25C JSF

## 登場航空機一覧
( ) 表記のものは作品中で使用される略称や名称（< > のものはACE COMBAT 3 electrosphereにてコフィンシステム搭載機として登場したもの。＊表記のものはACE COMBAT ASSAULT HORIZONにおいてDLC配信などキャンペーン内では入手不可能な機体）。また、愛称が作品中に表記されるのは（一部の機体説明などを除き）ACE COMBAT ZERO以降である。

### 単一の作品でプレイヤーが使用可能な航空機
- エースコンバット
  - ラファールC (R-C01)
  - トーネードF.2 (TND-F2)
- エースコンバット2
  - F-15S[16][17]
  - A-4 スカイホーク
  - クフィルC7 (KF-C7)
- エースコンバット3 エレクトロスフィア
  - AFTI/F-16 CCV <F-16XF,F-16XFU ジャーファルコン>
  - YF-12A <RF-12A2 ブラックバード>
  - X-32 <F/A-32C アーン>
- エースコンバット04 シャッタードスカイ
  - F-15 ACTIVE[18]
- エースコンバット5 ジ・アンサング・ウォー
  - YA-10B
  - F-4X
  - F-16C ブロック60 (F-16C Block60,F-16C B60)
  - MiG-31M フォックスハウンド
  - トーネードECR (Tornado ECR)
  - ラファールB (Rafale B)[19]
  - ホーク (HAWK)

- エースコンバットX2 ジョイントアサルト
  - ボーイング747 (747 200B)
- エースコンバット アサルト・ホライゾン
  - AH-64D アパッチ・ロングボウ
  - Mi-24 ハインド
  - Ka-50 ホーカム＊
  - MH-60 ブラックホーク（ドアガンナー）
  - AC-130U スプーキー（砲手）
- エースコンバット3D クロスランブル
  - グリペンNG
  - F-15 S/MTD
- エースコンバット インフィニティ
  - Su-24M フェンサー
  - ATD-0[20]
  - メッサーシュミット Bf 109 G-10
  - P-38L ライトニング
  - スピットファイア Mk.IXe
  - F-35A ライトニングII

- エースコンバット7 スカイズ・アンノウン
  - F-104C スターファイター
  - グリペンE
  - Su-30 (Su-30M2,Su-30SM)
  - F/A-18F ブロック3
  - F-2A スーパー改

### 複数の作品でプレイヤーが使用可能な航空機
カッコ内は登場作品
- A-6E イントルーダー (A-6) (2､5､X､X2､∞)
- EA-6B プラウラー (5､ZERO､∞)
- AV-8B ハリアーIIプラス(AV-8,Harrier) (AH＊､∞)
- A-10A/C サンダーボルトII (A-10) (1､2､04､5､ZERO､X､6､X2､AH､3D､∞､7)

- F-1 (ZERO､X､Xi､X2)
- F-2A (JF-2) (2､04､5､ZERO､X､6､Xi､X2､AH､3D､∞､7)

- F-4E ファントムII (F-4) (1､2､04､5､ZERO､X､X2､AH＊､3D､∞､7)
- F-4G ファントムII ワイルド・ウィーゼル (5､∞)
- F-5E タイガーII (04､5､ZERO､X､X2､∞)
- F-20A タイガーシャーク (5､ZERO､∞)
- F-14A トムキャット (F-14) (1､2､04､5､∞､7)
- F-14B ボムキャット (5､∞)
- F-14D スーパートムキャット (5､ZERO､X､6､X2､AH､3D､∞､7)
- F-15C イーグル (F-15) (1､04､5､ZERO､AH､∞､7)
- F-15E ストライクイーグル (04､5､ZERO､X､6､X2､AH､∞､7)
- F-15SE サイレントイーグル (3D､∞)
- F-15S/MTD (5､ZERO､X､X2､AH＊､3D､∞､7)
<F-15S/MT イーグルプラス> (3)
- F-15J イーグル（∞､7）
- F-16C ファイティングファルコン (F-16) (1､2､04､5､ZERO､X､6､X2､AH､3D､∞､7)
- F-16XL (5､ZERO､X､X2､∞、7)
<F-16XA セイカーファルコン> (3)
- F-16F ファイティングファルコン (AH､∞)

- F/A-18C ホーネット (F/A-18) (1､04､5､ZERO)
- F/A-18E スーパーホーネット (F/A-18E) (2､5､X､X2､3D、7)
<F/A-18I､F/A-18V ホーネットADV> (3)
- F/A-18F スーパーホーネット (F/A-18F) (6､AH､∞､7)
- EA-18G グラウラー (5､ZERO､∞)
- YF-22 (F-22) (1､2)
- F-22A ラプター (F/A-22A) (04､5､ZERO､X､6､Xi､X2､AH､3D､∞､7)
<F-22C ラプターII> (3)
- FB-22 ストライクラプター (F/B-22 CONCEPT) [21](5､X､X2､∞、7)
- YF-23A ブラックウィドウII (YF-23) (1､2､5､ZERO､X､X2､AH＊､3D､∞､7)
- F-35B ライトニングII (AH､∞)
- F-35C ライトニングII (F-35) (5､ZERO､X､Xi､X2､3D､7)
- X-29A (2､5､ZERO､X､X2､3D､∞)
- F-117A ナイトホーク (1､2､04､5､ZERO､X､6､X2､AH､3D､∞､7[22])
<A/F-117X NAVホーク> (3)

- サーブ 35 ドラケン (SF-35,J35J) (2､ZERO､∞)
- サーブ 37 ビゲン (SF-37,JA-37,AJS 37) (X､X2)
- サーブ 39 グリペン (SF-39,JAS-39C) (1､2､5､ZERO､X､X2､AH､∞)
- MiG-21bis フィッシュベッド (MiG-21) (2､5､ZERO､Xi､AH､∞､7)
- MiG-21-93 フィッシュベッド (5､X､X2､3D)
- MiG-29 ファルクラム (MiG-29A) (1､2､04､5､ZERO､X､Xi､X2､AH､∞､7)
<MiG-33 ファルクラムSS> (3)
- MiG-31 フォックスハウンド (1､2､5､ZERO､X､Xi､X2､3D､7)
- MiG-35D スーパーファルクラム (∞､7)
- 1.44 フラットパック (MiG-1.44) (5､X､X2､3D､∞)

- Su-24MP フェンサー (AH､∞)
- Su-25 フロッグフット (Su-25TM) (2､AH､3D､∞)
- Su-27 フランカー (1､5､ZERO､X､Xi､X2､∞)
- Su-32 ストライクフランカー(Su-34 フルバック) (5､ZERO､AH､∞､7)
- Su-33 フランカーD (6､AH､∞､7)
- Su-35 スーパーフランカー (2､04､5)
- Su-35 フランカーE (Su-35S) (AH､∞､7)
- Su-37 ターミネーター (04､5､ZERO､X､Xi､X2､AH＊､3D､∞､7)
<Su-37 スーパーフランカー> (3)
- Su-47 ベールクト (S-37A) [23](04､5､ZERO､X､6､Xi､X2､AH､3D､∞､7)
<Su-43 ベルクト> (3)
- S-32 [24](5､X､Xi､X2)
- Su-57 (PAK-FA,T-50) (AH､3D､∞､7[25])

- トーネードIDS (TND-IDS,Tornado GR.1) (04､5､X2､∞)
- トーネードGR.4 (Tornado GR.4) (5､ZERO､6､AH＊)
- トーネードF3 (TND-F3,Tornado F3) (2､5､X)
- タイフーン (Typhoon,EF-2000) (1､2､04､5､ZERO､X､6､Xi､X2､AH､3D､∞､7)
<EF2000E タイフーンII> (3)
- ミラージュ 2000C (MR-2000,MIR-2000,Mirage 2000) (04､5)
- ミラージュ 2000D (Mirage 2000D) (5､ZERO､X､X2､3D)
- ミラージュ 2000-5 (Mirage 2000-5) (6､AH､∞､7)
- ラファールM (R-M01) (2､04､5､ZERO､X､Xi､X2､AH､3D､∞､7)
- 零式艦上戦闘機 (A6M5 ZERO) (X2､3D､∞)
- F6F-5 ヘルキャット (X2､3D)

- B-1B ランサー (AH､∞､7[26])
- B-2 スピリット (AH､∞､7[26])

### 作品中で自身が操作できない航空機
- 戦闘機・攻撃機
  - A-7 コルセア II
  - F/A-18D ホーネット
  - Yak-141 フリースタイル
  - バッカニア (BS-2B)
- 偵察機
  - U-2
  - SR-71 ブラックバード
- 爆撃機
  - B-52H ストラトフォートレス
  - XB-70 ヴァルキリー
  - Tu-95 ベア
  - Tu-160 ブラックジャック
  - バルカン (Vulcan)
- 輸送機
  - C-1 トレーダー
  - C-5 ギャラクシー
  - C-17 グローブマスターIII <C-17B グローブマスターIII,EK-17U>
  - C-130H ハーキュリーズ (C-130)
  - 川崎 C-1
  - 川崎 C-2
  - Il-76 キャンディッド

- その他大型機
  - AC-130 ガンシップ
  - KC-10 エクステンダー
  - ボーイング767
  - ボーイング747-400
  - エアバスA340
  - E-767
  - <KC-777>
  - E-2 ホークアイ
  - ニムロッド (Nimrod)
  - BAE ニムロッドAEW.3 (EA-200)
- ヘリコプター・ティルトローター
  - CH-47 チヌーク
  - AH-64 アパッチ
  - RAH-66 コマンチ <AH-66B コマンチ>
  - Ka-25 ホーモン
  - Ka-27 ヘリックス
  - V-22 <V-22B オスプレイ>
- 無人航空機（UAV）
  - X-47 （フォーゲル）
  - X-45
  - 無人偵察機[27]

### 作品中に登場する架空機
ACE COMBAT 3 electrosphereに登場する航空機は厳密に定義すると全て架空機だが、実在機を元にコフィンシステム化改造を施したのみの機体についてはこの一覧に含まれていない（上記< >の機体を参照）。カッコ内は登場作品。
- 戦闘機・攻撃機
  - ADFX-01 モルガン (ZERO､∞、7)
  - ADFX-02 モルガン (ZERO)
  - ADFX-01 Block1 Morgan (∞)
  - ADF-01 Z.O.E. (2､3D､∞)
  - ADF-01 FALKEN (5､ZERO､X､Xi､X2､3D､∞、7)
  - ADA-01A ADLER (設定のみ)
  - ADA-01B ADLER (∞)
  - ADFX-10[28] (7)
  - ADF-11/ADF-11F Raven (7)
  - XFA-24A アパリス (X､Xi､X2)
  - XFA-27 (2､X､Xi､X2､3D､∞､7)
  - X-02 ワイバーン (04､5､ZERO､X､X2､∞)
  - X-02S ストライクワイバーン (7)
  - XFA-36A ゲイム (3)
  - XR-45 カリバーン (X､Xi､X2)
  - YR-302 フレガータ (X､Xi､X2)
  - YR-99 フォルネウス (X､X2)
  - R-101 デルフィナス#1 (3､∞)
  - R-102 デルフィナス#2 (3)
  - R-103 デルフィナス#3 (3)
  - R-201 アステロゾア (3)
  - R-211 オルシナス (3)
  - R-311 レモラ (3)
  - R-352 セピア (3)
  - XR-900 ジオペリア (3)
  - UI-4054 オーロラ (3)
  - X-49 ナイトレーベン (3､∞)
  - XFA-33 フェンリア (X､X2､∞)
  - CFA-44 ノスフェラト (6､AH＊､∞､7)
  - GAF-1 ヴィルコラク (X2､∞)
  - ASF-X 震電II（AH＊､∞､7）
- UAV
  - シンファクシ級潜水空母艦載機 (5､∞)
  - マーカードローン (6)
  - マーレボルジェ (6)
  - MQ-90（L） クオックス (∞)
  - QFA-44 カーミラ (∞)
  - MQ-99 (7)
  - MQ-101 (7)
  - SLUAV (7)
  - バリアドローン (7)

- 爆撃機
  - XB-10 BIG BADMAM (2､3D)
  - Bm-335 リントヴルム (ZERO)
  - YRB-89 (Xi)
- 輸送機
  - XC-01 (X)
  - R-501 ライコドン (3)
  - R-531 モビュラ (3)
- ヘリコプター
  - HH-9B (5)
  - UH-9 (6)
  - R-701 トライキス (3)
- ミサイル迎撃機
  - AL-1B (∞)
- その他大型機
  - R-505U (3)
  - R-808 フォーカ (3)
  - UI-4052 クラリアス (3)
  - SSTO（5）
- 超兵器
  - 空中要塞 (1)
  - UI-4053 スフィルナ (3)
  - アークバード (5)
  - XB-0 フレスベルク (ZERO)
  - グレイプニル (X)
  - P-1112 アイガイオン (6､∞)
  - P-1113 コットス (6､∞)
  - P-1114 ギュゲス (6､∞)
  - ガンド (Xi)
  - スピリダス (X2)
  - スピリダスII (X2)
  - オルゴイ (X2)
  - アーセナルバード (7)

## 販売推進・広報
- エースコンバットシリーズの公式サイトがバンダイナムコ社により設置されている。

なお2020年12月末のAdobe Flash Playerのサポート終了に伴い、一部エースコンバット作品の公式サイトが同年12月25日をもって閉鎖された。該当する作品は『5』『ZERO』『X』『6』『X2』で、これらの公式サイトは（下で説明する）公式YouTubeチャンネルのACE COMBAT Channel上に動画という形でアーカイブされた。
- 2020年4月27日、COVID-19の流行に伴い自宅待機が要請される世情を反映して、公式YouTubeチャンネルとして「ACE COMBAT Channel」が開設された[30]。

## 関連商品（ゲームソフト以外への展開）

### サウンドトラック
- 『（初代）エースコンバット』は、ゲームのCDをCDプレーヤーに挿入すればゲーム内の曲がほとんど聴ける（CD-DA形式で収録されている）ため、発売されていない。
- 『エースコンバット2』は、ネット配信版がiTunes Storeからダウンロードできるが、CDに関してはデジキューブの予約特典と、『ACE COMBAT X2 JOINT ASSAULT ファミ通DXパック』特典として制作された物のみである。
- 『エースコンバット3』以降の作品は『X』『X2』を除き、全ての作品で販売されている（2011年3月現在）。
- 『3』のみサウンドトラックCDの他に、『3』本編でナイトレーベンが使用できるようになる追加PSソフト(アペンドディスク)が同梱されている。
- 『エビテン』にて『エースコンバットインフィニティ』のベストサウンドトラック『エースコンバットインフィニティ&シリーズミュージックベスト』が2014年9月30日に発売。価格は2,900円。『インフィニティ』内で使える数量限定特典付。なお、収録曲は発表当初の予定から一部変更されている。

### 架空機の立体化
企業ベースでの販売や書籍掲載のために製作されたもの
- 1999年の夏頃に模型メーカーのハセガワから、『3』に登場するR-101デルフィナス#1およびR-103デルフィナス#3が1/144スケールのレジンキットが発売されたが、製品の性質上から短期間で市場から姿を消した。
- バンダイから、2006年3月末に、ゲームに登場する架空の機体ADF-01FファルケンのプラモデルがEXモデルシリーズとして発売された。スケールは同シリーズのOAV版『戦闘妖精雪風』『宇宙戦艦ヤマト』の航空（宙）機と同じ1/100。
- 『6』でダウンロードコンテンツとして販売されている、『アイドルマスター』のキャラクターを描いた機体がハセガワから2009年9月のF-2（双海亜美）を皮切りに限定品として順次発売。また、SP塗装として登場する桜ペイントのF-14Dがハセガワから“F-14D トムキャット“エースコンバット さくら””として発売された。また、同社からは2012年7月に『AH』に登場する架空機ASF-X 震電IIが発売された。2022年1月には、『7』仕様のASF-X 震電IIが発売されている。
- ホビージャパンの紙上でライターの製作による、『04』に登場した架空機のX-02のフルスクラッチモデルと市販されている1/48スケールのF-14のプラモデルを素材に制作された『5』に登場するF-14A（モデックス016のプレーヤー使用機）、『エースコンバット・ゼロ ザ・ベルカン・ウォー（以下『ZERO』）』の発売後にパッケージイラストに登場したプレーヤーのF-15およびロト隊仕様のタイフーンの1/72の模型が公開された。
- 2018年10月には、コトブキヤから『インフィニティ』仕様のXFA-27（塗装済みおよび未塗装の「For Modelers Edition」の2タイプ）が発売され、2019年11月には第二弾の『7』に登場する「X-02S」（塗装済みおよび未塗装の「For Modelers Edition」の2タイプ）が発売された。第三弾として「ADF-11F」及び「ADFX-10F」、2021年3月には「ADFX-01」（塗装済みおよび未塗装の「For Modelers Edition」の2タイプ）、2021年10月には「X-49 ナイトレーベン」、2022年7月には「CFA-44」（塗装済みおよび未塗装の「For Modelers Edition」の2タイプ）も発売されている。

立体物版権イベントでの販売や個人運営のHPに掲載のために製作された例
- 複数のスケールモデル関連ディーラーから、架空機のレジンキットやゲームに登場する航空機のデカールが販売されているなどエリア88と共に航空機関連ディーラーの貴重な客寄せアイテム化が進んでいるがバンダイナムコゲームスの方針により東京都内での立体物版権イベントでしか販売ができない。
- 複数の個人運営webサイトや動画サイトでゲーム内で登場する航空機のプラモデルなどの作例が発表されている。

### その他
- 2011年末、アスキーメディアワークスの『電撃ホビーマガジン』（2011年12月号）において、ASF-X震電IIとCFA-44の戦いを描いた“エースコンバット・ショート・ストーリー　Scene 00 『エンカウンター・バトル』”が発表された。その後2012年3月28日に同社から『エースコンバット イカロス・イン・ザ・スカイ』が発売された。これが最初の公式小説となる[36][37]。コミック化はされていない。
- 『3』の世界観を紹介したビデオ『エースコンバット3 エレクトロスフィア ミッションゼロ』がメディアファクトリーから発売されている。
- フリーソフトのPC用フライトシミュレーターYSFS用私家版Modでゲーム内に登場する航空機の塗装を再現した物が配布されている。

### 据置・携帯機の同ジャンルゲーム
- エアフォースデルタシリーズ
- エナジーエアフォースシリーズ
- サイドワインダーシリーズ
- トップガンシリーズ
- トムクランシーズ H.A.W.X.シリーズ

### 『エースコンバット』開発チームが製作に関与したゲーム
- 機動戦士ガンダム 一年戦争
- スカイ・クロラ　イノセン・テイセス
- ドラッグオンドラグーン

### 『エースコンバット』シリーズの設定を取り込んだゲーム
- New Space Order
- バウンティ ハウンズ
- マッハストーム

### その他ゲーム
- スターフォックス アサルト[38]

### 関連するTemplate
- Template:航空機の登場作品一覧